# چارلز موریس پل، بارونت اول
چارلز موریس پل، بارونت اول (انگلیسی: Sir Charles Pole, 1st Baronet; ۱۸ ژانویهٔ ۱۷۵۷ – ۶ سپتامبر ۱۸۳۰) افسر نیروی دریایی سلطنتی، مدیر مستعمرات و سیاستمدار بود. او به عنوان یک افسر جزء، در محاصره پوندیچری در هند در طول جنگ انقلاب آمریکا حضور داشت. پس از به دست گرفتن فرماندهی کشتی درجه پنج اچ‌ام‌اس ساکسس، در عملیات ۱۶ مارس ۱۷۸۲ در اواخر آن جنگ، ناوچه اسپانیایی سانتا کاتالینا را در تنگه جبل الطارق تصرف و سپس نابود کرد.
پس از تصرف کشتی خصوصی فرانسوی وانو در ژوئن ۱۷۹۳، پول در مراحل اولیه جنگ‌های انقلاب فرانسه در محاصره تولون شرکت کرد. او به عنوان فرماندار و فرمانده کل نیوفاندلند منصوب شد و سپس فرماندهی ناوگان بالتیک را در اواخر جنگ بر عهده گرفت. او همچنین در طول جنگ‌های ناپلئونی به عنوان کمیسر عالی دریاسالاری در هیئت دریاسالاری به رهبری ویسکونت هاویک خدمت کرد.